# فرودگاه وای-اوتی
فرودگاه وای-اوتی  (به انگلیسی: Wai Oti Airport) (به زبان بومی: Bandar Udara Wai Oti) یک فرودگاه همگانی با کد یاتا MOF است که یک باند فرود آسفالت دارد و طول باند آن ۱۸۲۳ متر است. این فرودگاه در کشور اندونزی قرار دارد و در ارتفاع ۳۵ متری از سطح دریا واقع شده است.